# Carl Gustav Tengström
Carl Fredrik Gustav Tengström (i riksdagen kallad Tengström i Göteborg), född 26 januari 1886 i Sundsvall, död 12 juni 1940 i Göteborg, var en svensk lektor och politiker (folkpartist). Han är far till Emin Tengström.
Carl Fredrik Tengström, som växte upp som fosterson till en bankdirektör, blev filosofie doktor vid Uppsala universitet 1931 på en avhandling i filologi. Han var läroverksadjunkt i Vimmerby 1914-1927 och lektor i modersmålet vid Göteborgs latinläroverk 1932-1940.
Han var ledamot av Vimmerby stadsfullmäktige 1917-1927 och var fullmäktiges ordförande 1923-1927. Han var också ledamot av Göteborgs stadsfullmäktige 1935-1936. Åren 1923-1927 var han ordförande i Kalmar läns valkretsförbund av Frisinnade landsföreningen.
Han var riksdagsledamot i andra kammaren för Göteborgs stads valkrets från 1937 till sin död 1940. I riksdagen var han bland annat ordförande i andra kammarens tredje tillfälliga utskott 1937-1939. Han var särskilt engagerad i kultur- och utbildningsfrågor, men arbetade också för ökat stöd åt politiska flyktingar.